# Meinhard III de Tirol
Meinhard III (9 de febrero de 1344 - 13 de enero de 1363), un miembro de la casa de Wittelsbach, fue duque de Alta Baviera y conde de Tirol desde 1361 hasta su muerte. Era hijo del duque Luis V, duque de Baviera con la condesa Margarita de Tirol y como tal también el último descendiente de la rama tirolesa de la Casa de Gorizia (dinastía Meinhardiner).

## Biografía
Meinhard nació en Landshut durante el reinado de su abuelo Wittelsbach, el emperador Luis IV, quien había prevalecido contra su rival Habsburgo Federico el Hermoso. Su padre Luis V, el hijo mayor del emperador, en 1323 fue enfeudado con el margraviato de Brandeburgo al extinguirse los margraves ascanios. Sin embargo concentró su herencia bávara y en 1342 se casó con la condesa Margarita de Tirol, cuyo primer matrimonio con Juan Enrique de Luxemburgo no estaba aún divorciado. Este matrimonio le valió a la pareja no sólo la enemistad de la Casa de Luxemburgo, sino también la excomunión del papa Clemente VI. Cuando el emperador Luis IV murió en 1347, su hijo no fue capaz de obtener la corona imperial, que pasó de la dinastía Wittelsbach a la rama luxemburguesa Carlos IV.
En el curso de una reconciliación entre las familias Wittelsbach y Habsburgo, el hijo de Luis Meinhard fue criado en la corte de Habsburgo en Viena y cuando fue mayor de edad, se casó con Margarita de Austria (1346–1366) el 4 de septiembre de 1359 en Passau. Margarita era una hija del aliado de su padre, el duque Habsburgo Alberto II de Austria, y con tal motivo sus padres fueron absueltos de la excomunión. Después de la repentina muerte de Luis V en 1361, su hijo de diecisiete años ascendió a gobernar en Alta Baviera y en el condado de Tirol, en donde estuvo muy influido por la nobleza bávara. Meinhard también tuvo que rechazar ataques de su tío Wittelsbach el duque Esteban II de Baviera-Landshut y sus primos palatinos. Huyó a la corte del príncipe-obispo de Eichstätt, fue temporalmente arrestado en Múnich y finalmente se retiró a las tierras natales tirolesas de su madre, posiblemente con la ayuda del duque Habsburgo Rodolfo IV de Austria.
Meinhard III murió en el Castillo de Tirol cerca de Meran en 1363. Su temprana muerte indujo a su madre Margarita a denegar la herencia pretensiones suscitadas por el conde Meinhard VI de Gorizia y la Casa de Wittelsbach, cuando ella cedió Tirol al duque Rodolfo IV de Austria. Por lo tanto, el tío de Meinhard Esteban II de Baviera-Landshut, quien lo había sucedido en Alta Baviera, invadió Tirol pero finalmente entregó el país en 1369, a cambio de una enorme compensación financiera. La unificación de Tirol con Austria estuvo terminada.
Se cree que está enterrado en la Iglesia de la Abadía Cirstenscierce de Stams.

## Antepasados
|  |                                               |  |  |  |  |  |  |  |  |  |  |  |  |  |  |  |
|  | 16. Otón II, duque de Baviera                 |  |  |  |  |  |  |  |  |  |  |  |  |  |  |  |
|  |                                               |  |  |  |  |  |  |  |  |  |  |  |  |  |  |  |
|  |                                               |  |  |  |  |  |  |  |  |  |  |  |  |  |  |  |
|  | 8. Luis II, duque de Baviera                  |  |  |  |  |  |  |  |  |  |  |  |  |  |  |  |
|  |                                               |  |  |  |  |  |  |  |  |  |  |  |  |  |  |  |
|  |                                               |  |  |  |  |  |  |  |  |  |  |  |  |  |  |  |
|  | 17. Inés del Palatinado                       |  |  |  |  |  |  |  |  |  |  |  |  |  |  |  |
|  |                                               |  |  |  |  |  |  |  |  |  |  |  |  |  |  |  |
|  |                                               |  |  |  |  |  |  |  |  |  |  |  |  |  |  |  |
|  | 4. Luis IV del Sacro Imperio Romano Germánico |  |  |  |  |  |  |  |  |  |  |  |  |  |  |  |
|  |                                               |  |  |  |  |  |  |  |  |  |  |  |  |  |  |  |
|  |                                               |  |  |  |  |  |  |  |  |  |  |  |  |  |  |  |
|  | 18. Rodolfo I de Alemania                     |  |  |  |  |  |  |  |  |  |  |  |  |  |  |  |
|  |                                               |  |  |  |  |  |  |  |  |  |  |  |  |  |  |  |
|  |                                               |  |  |  |  |  |  |  |  |  |  |  |  |  |  |  |
|  | 9. Matilde de Habsburgo                       |  |  |  |  |  |  |  |  |  |  |  |  |  |  |  |
|  |                                               |  |  |  |  |  |  |  |  |  |  |  |  |  |  |  |
|  |                                               |  |  |  |  |  |  |  |  |  |  |  |  |  |  |  |
|  | 19. Gertrudis de Hohenburg                    |  |  |  |  |  |  |  |  |  |  |  |  |  |  |  |
|  |                                               |  |  |  |  |  |  |  |  |  |  |  |  |  |  |  |
|  |                                               |  |  |  |  |  |  |  |  |  |  |  |  |  |  |  |
|  | 2. Luis V, duque de Baviera                   |  |  |  |  |  |  |  |  |  |  |  |  |  |  |  |
|  |                                               |  |  |  |  |  |  |  |  |  |  |  |  |  |  |  |
|  |                                               |  |  |  |  |  |  |  |  |  |  |  |  |  |  |  |
|  | 20. Boleslao II Rogatka                       |  |  |  |  |  |  |  |  |  |  |  |  |  |  |  |
|  |                                               |  |  |  |  |  |  |  |  |  |  |  |  |  |  |  |
|  |                                               |  |  |  |  |  |  |  |  |  |  |  |  |  |  |  |
|  | 10. Bolko I el Estricto                       |  |  |  |  |  |  |  |  |  |  |  |  |  |  |  |
|  |                                               |  |  |  |  |  |  |  |  |  |  |  |  |  |  |  |
|  |                                               |  |  |  |  |  |  |  |  |  |  |  |  |  |  |  |
|  | 21. Eduvigis de Anhalt                        |  |  |  |  |  |  |  |  |  |  |  |  |  |  |  |
|  |                                               |  |  |  |  |  |  |  |  |  |  |  |  |  |  |  |
|  |                                               |  |  |  |  |  |  |  |  |  |  |  |  |  |  |  |
|  | 5. Beatriz de Silesia                         |  |  |  |  |  |  |  |  |  |  |  |  |  |  |  |
|  |                                               |  |  |  |  |  |  |  |  |  |  |  |  |  |  |  |
|  |                                               |  |  |  |  |  |  |  |  |  |  |  |  |  |  |  |
|  | 22. Otón V, margrave de Brandeburgo-Salzwedel |  |  |  |  |  |  |  |  |  |  |  |  |  |  |  |
|  |                                               |  |  |  |  |  |  |  |  |  |  |  |  |  |  |  |
|  |                                               |  |  |  |  |  |  |  |  |  |  |  |  |  |  |  |
|  | 11. Beatriz de Brandeburgo                    |  |  |  |  |  |  |  |  |  |  |  |  |  |  |  |
|  |                                               |  |  |  |  |  |  |  |  |  |  |  |  |  |  |  |
|  |                                               |  |  |  |  |  |  |  |  |  |  |  |  |  |  |  |
|  | 23. Judit de Henneberg                        |  |  |  |  |  |  |  |  |  |  |  |  |  |  |  |
|  |                                               |  |  |  |  |  |  |  |  |  |  |  |  |  |  |  |
|  |                                               |  |  |  |  |  |  |  |  |  |  |  |  |  |  |  |
|  | 1. Meinhard III, conde de Gorizia-Tirol       |  |  |  |  |  |  |  |  |  |  |  |  |  |  |  |
|  |                                               |  |  |  |  |  |  |  |  |  |  |  |  |  |  |  |
|  |                                               |  |  |  |  |  |  |  |  |  |  |  |  |  |  |  |
|  | 24. Meinhard I de Gorizia-Tirol               |  |  |  |  |  |  |  |  |  |  |  |  |  |  |  |
|  |                                               |  |  |  |  |  |  |  |  |  |  |  |  |  |  |  |
|  |                                               |  |  |  |  |  |  |  |  |  |  |  |  |  |  |  |
|  | 12. Meinhard, duque de Carintia               |  |  |  |  |  |  |  |  |  |  |  |  |  |  |  |
|  |                                               |  |  |  |  |  |  |  |  |  |  |  |  |  |  |  |
|  |                                               |  |  |  |  |  |  |  |  |  |  |  |  |  |  |  |
|  | 25. Adelaida de Tirol                         |  |  |  |  |  |  |  |  |  |  |  |  |  |  |  |
|  |                                               |  |  |  |  |  |  |  |  |  |  |  |  |  |  |  |
|  |                                               |  |  |  |  |  |  |  |  |  |  |  |  |  |  |  |
|  | 6. Enrique de Bohemia                         |  |  |  |  |  |  |  |  |  |  |  |  |  |  |  |
|  |                                               |  |  |  |  |  |  |  |  |  |  |  |  |  |  |  |
|  |                                               |  |  |  |  |  |  |  |  |  |  |  |  |  |  |  |
|  | 26. Otón II, duque de Baviera (= 16)          |  |  |  |  |  |  |  |  |  |  |  |  |  |  |  |
|  |                                               |  |  |  |  |  |  |  |  |  |  |  |  |  |  |  |
|  |                                               |  |  |  |  |  |  |  |  |  |  |  |  |  |  |  |
|  | 13. Isabel de Baviera                         |  |  |  |  |  |  |  |  |  |  |  |  |  |  |  |
|  |                                               |  |  |  |  |  |  |  |  |  |  |  |  |  |  |  |
|  |                                               |  |  |  |  |  |  |  |  |  |  |  |  |  |  |  |
|  | 27. Inés del Palatinado (= 17)                |  |  |  |  |  |  |  |  |  |  |  |  |  |  |  |
|  |                                               |  |  |  |  |  |  |  |  |  |  |  |  |  |  |  |
|  |                                               |  |  |  |  |  |  |  |  |  |  |  |  |  |  |  |
|  | 3. Margarita, condesa de Tirol                |  |  |  |  |  |  |  |  |  |  |  |  |  |  |  |
|  |                                               |  |  |  |  |  |  |  |  |  |  |  |  |  |  |  |
|  |                                               |  |  |  |  |  |  |  |  |  |  |  |  |  |  |  |
|  | 28. Alberto I, duque de Brunswick-Luneburgo   |  |  |  |  |  |  |  |  |  |  |  |  |  |  |  |
|  |                                               |  |  |  |  |  |  |  |  |  |  |  |  |  |  |  |
|  |                                               |  |  |  |  |  |  |  |  |  |  |  |  |  |  |  |
|  | 14. Enrique I, duque de Brunswick-Luneburgo   |  |  |  |  |  |  |  |  |  |  |  |  |  |  |  |
|  |                                               |  |  |  |  |  |  |  |  |  |  |  |  |  |  |  |
|  |                                               |  |  |  |  |  |  |  |  |  |  |  |  |  |  |  |
|  | 29. Adelaida de Montferrato                   |  |  |  |  |  |  |  |  |  |  |  |  |  |  |  |
|  |                                               |  |  |  |  |  |  |  |  |  |  |  |  |  |  |  |
|  |                                               |  |  |  |  |  |  |  |  |  |  |  |  |  |  |  |
|  | 7. Adelaida de Brunswick-Luneburgo            |  |  |  |  |  |  |  |  |  |  |  |  |  |  |  |
|  |                                               |  |  |  |  |  |  |  |  |  |  |  |  |  |  |  |
|  |                                               |  |  |  |  |  |  |  |  |  |  |  |  |  |  |  |
|  | 30. Alberto II, margrave de Meissen           |  |  |  |  |  |  |  |  |  |  |  |  |  |  |  |
|  |                                               |  |  |  |  |  |  |  |  |  |  |  |  |  |  |  |
|  |                                               |  |  |  |  |  |  |  |  |  |  |  |  |  |  |  |
|  | 15. Inés de Meissen                           |  |  |  |  |  |  |  |  |  |  |  |  |  |  |  |
|  |                                               |  |  |  |  |  |  |  |  |  |  |  |  |  |  |  |
|  |                                               |  |  |  |  |  |  |  |  |  |  |  |  |  |  |  |
|  | 31. Margarita de Sicilia                      |  |  |  |  |  |  |  |  |  |  |  |  |  |  |  |
|  |                                               |  |  |  |  |  |  |  |  |  |  |  |  |  |  |  |
|  |                                               |  |  |  |  |  |  |  |  |  |  |  |  |  |  |  |

| Predecesor: Luis y Margarita | Conde de Tirol 1361-1363        | Sucesor: Rodolfo    |
| Predecesor: Luis V           | Duque de Alta Baviera 1361-1363 | Sucesor: Esteban II |

- Esta obra contiene una traducción  derivada de «Meinhard III, Count of Gorizia-Tyrol» de Wikipedia en inglés, publicada por sus editores bajo la Licencia de documentación libre de GNU y la Licencia Creative Commons Atribución-CompartirIgual 4.0 Internacional.

- Datos: Q61833
- Multimedia: Meinhard, Duke of Bavaria / Q61833